# 府中県
府中県（ふちゅうけん）は、1868年（慶応4年）に甲斐国内の幕府領を管轄するために明治政府によって設置された県。現在の山梨県西部を管轄した。

## 概要
1724年（享保9年）に甲斐一国が幕府直轄領化されると、甲府町方は幕府直轄都市として老中配下の甲府勤番支配、在方は勘定奉行配下の三分代官支配となり、甲府代官所、市川代官所、石和代官所が設置された。
1868年（慶応4年）、甲府代官の中山誠一郎は新政府軍から留任を命じられ、町奉行を兼帯するが、同年8月には甲府代官所の支配地は府中県となり、赤松孫太郎が知県事に任命され、甲府陣屋は府中県役所となる。同年10月には府中県、市川県、石和県の3県が甲斐府に統合されたことにより廃止された。甲斐府は甲府県を経て山梨県と改称され現在に至る。

## 沿革
- 1868年（慶応4年）
  - 9月4日 - 新政府が甲府代官所が置かれた山梨郡甲府（現在の甲府市中央三丁目3-1）の甲府陣屋に府中県を設置。
  - 10月28日 - 甲斐国内の3県が合併して甲斐府が成立。同日府中県廃止。
  - 11月 - 甲府市政局を設置。
- 1869年（明治2年）7月 - 甲府市政局を甲府県庁に統合。

## 管轄地域
- 甲斐国
  - 山梨郡のうち - 72村
  - 巨摩郡のうち - 150村

## 歴代知事
- 1868年（慶応4年）9月4日 - 1868年（慶応4年）10月28日 ： 知県事・赤松成允